# Созанський Олександр Мирославович
Олександр Мирославович Созанський (9 жовтня 1928, м. Перемишль, Польща — 14 травня 2001, Львів) — професор, завідувач кафедр акушерства та гінекології медичного факультету (1971—1977), акушерства та гінекології ФПДО (1977—2000) ЛНМУ імені Данила Галицького.

## Біографічні відомості
Народився в Перемишлі. Дідусь, Гамчикевич Роман, був вчителем іноземних мов, перекладачем і упорядником словників, професором і директором державної гімназії з українською мовою навчання. Українська, німецька, французька і латина звучали у цьому домі. Саме дідусь мав великий вплив на становлення особистості трьох онуків — Фільців Ореста і Романа та Созанського Олександра, які у подальшому продовжили традиції сім'ї та стали професорами.
Закінчив медичний факультет Львівського медичного інституту ЛНМУ імені Данила Галицького (1954).
Дружина — Віра Василівна Ваврик (1928—2002), донька Василя Ваврика.
Син Орест (1956—1992)/

## Працював
Акушер-гінеколог лікарні м. Стрий Львівської обл. (1954—1957); науковий співпрацівник Львівського НДІ педіатрії, акушерства та гінекології (1957—1961); асистент (1961—1965), доцент (1965—1972), завідувач (1971—1977) кафедри акушерства та гінекології медичного факультету; завідувач (1977—2000), професор (2000—2001) кафедри акушерства та гінекології ФПДО Львівського медичного університету.
Кандидат медичних наук (1964), доцент (1966), доктор медичних наук (1989), професор (1990).

## Напрями наукових досліджень
- питання фізіології та патології навколоплідних вод;
- проблеми аденоміозу в акушерстві, зокрема, відновлення регенеративної функції, виношування вагітності, патології плацентації, післяпологових кровотеч, особливостей післяпологового періоду;
- діагностика й лікування гіперпролактинемії, ендометріозу, синдрому Мейгса;
- удосконалення способів оперативного лікування пухлин матки, опущення і випадіння матки, припинення післяпологових кровотеч;
- опрацювання української медичної термінології.

Автор близько 220 наукових і навчально-методичних праць, серед них 2 монографії, 6 авторських свідоцтв на винаходи. Підготував 4 кандидатів наук.

## Основні праці
- До питання про діагностику відходження навколоплідних вод. — Педіат Акуш Гінекол 1960, № 1;
- Биохимический состав околоплодной жидкости, крови матери и плода в разные сроки беременности. Бюл Эксп Биол Мед 1961, № 3;
- Материалы к изучению биохимического состава околоплодных вод при нормальном и патологическом течении беременности (канд. дис.). Львів, 1962;
- Хирургическая реабилитация женщин, которые страдают опущением и выпадением внутренних половых органов (докт. дис.). — Львів, 1987;
- Практическая гинекология (монографія). — Київ: Здоров'я, 1980, 1988 (2 вид.) (співавт.);
- Пролог. Збірник задач Амер. коледжу акушерів-гінекологів (пер. з англ.). — Львів, ЛДМІ, 1994, Т. 1—2.